# KS 플라무르타리 블로러

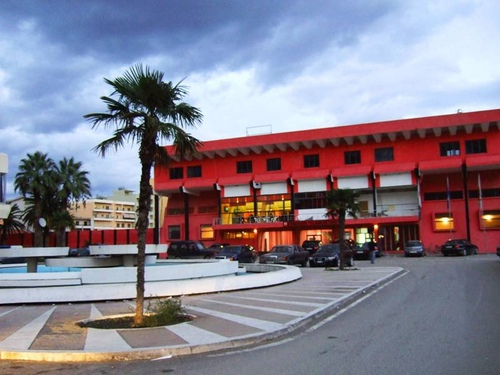

KS 플라무르타리 블로러(알바니아어: Klubi Sportiv Flamurtari Vlorë)는 알바니아의 블로러를 연고지로 한 축구 클럽이다.

## 선수 명단

### 현역
- 이드리즈 바타(2018 ~ 2019, 2024 ~ )
- 바실 슈쿠르티(2024 ~ )